# SJ Sb
Die Baureihe SJ Sb waren Tenderlokomotiven der schwedischen Staatsbahngesellschaft Statens Järnvägar. Die Lokomotiven wurden vorwiegend für schnelle Reisezüge, aber auch für Güterzüge eingesetzt.

## Geschichte
Für schnelle Reisezüge über längere Strecken waren die S (II)-Lokomotiven der Baujahre 1908 bis 1916 mit einem Treibraddurchmesser von 1530 mm und einer Höchstgeschwindigkeit von 80 km/h zu langsam, sie besaßen zudem keine ausreichenden Vorräte.
Deshalb wurden zwischen dem 27. Februar und dem 22. Juni 1917 fünf Exemplare einer vergrößerten Variante mit einem Treibraddurchmesser von 1750 mm von Motala Verkstad geliefert, die eine Höchstgeschwindigkeit von 90 km/h zuließen. Die Lokomotiven konnten mit 3,6 Tonnen Kohle fast doppelt so viel wie die S (II) im Kohlenkasten aufnehmen, der über einem Drehgestell saß. Mit 10 m³ Wasser konnten die Lokomotiven eine Strecke von 120 km zurücklegen.
Die Lokomotiven waren die am stärksten standardisierten Dampflokomotiven der SJ. Sie erhielten den gleichen Kessel wie die Schlepptenderlokomotive E (II) sowie das gleiche Triebwerk wie die Schlepptenderlokomotive B (II). Das Laufdrehgestell der B (II) wurde bei der Sb hinter das Triebwerk unter den Kohlenkasten gesetzt.
Die erste Treibachse sowie das Laufdrehgestell hatte ein Seitenspiel von 55 mm nach beiden Seiten.
Die Sb 1308 und 1309 waren bei der Lieferung mit Torffeuerung ausgerüstet.
1920 wurden die Saugluftbremsen durch Druckluftbremsen und die Petroleumbeleuchtung durch eine AGA-Gasbeleuchtung ersetzt. Während des Zweiten Weltkrieges wurden die Lokomotiven mit Brennholz befeuert und nach dem Krieg wurde 1953 bei S2 1306, 1954 bei S2 1307, 1955 bei S2 1308 und 1310 und 1956 bei Sb 1309 eine elektrische Beleuchtung angebracht. Der Turbogenerator des Typs Stones lieferte eine Leistung von etwa 500 Watt bei 32 Volt. 1962 erhielt der S2 1307 einen neuen Kessel, bevor sie ein Jahr später abgestellt wurde. Die Druckluft für die Bremse wird von einem zweistufigen Luftpresser erzeugt.
Im geschlossenen Führerstand war der Platz des Lokführers auf der linken Seite, da in Schweden im Zug- wie im Straßenverkehr zu der Zeit des Baues der Lokomotiven links gefahren wurde.

## SJ S2
1942 wurde die Baureihenbezeichnung in S2 bei gleichbleibenden Betriebsnummern geändert. Zwischen 1962 und 1963 wurden die Lokomotiven außer Dienst gestellt.

## Einsatz und Verbleib
S2 1306 war in den 1950er Jahren in Kristinehamn im Einsatz und wurde 1962 als Bereitschaftslokomotive in Hästveda hinterstellt. 1972 wurde sie an den Svenska Järnvägsklubben verkauft, der sie 2003 an die Nora Bergslags Veteranjärnväg weitergab. Seit dem 20. April 2020 gehört sie dem Sveriges Järnvägsmuseum in Gävle.
S2 1307 wurde ebenfalls in Kristinehamn eingesetzt, kam 1967 nach Älmhult und 1971 nach Kristianstad. Letzter Einsatz für die SJ war ein Schlafwagenzug zwischen Kristianstad und Karlshamn. 1972 wurde sie an Skånska Järnvägar verkauft und kam 1989 nach Dänemark zum Museumsverein Nordsjællands Veterantog. Dort war sie mehrere Jahre in Rungsted im Museumsbetrieb eingesetzt, erhielt 2017 nach einer Abstellzeit eine Hauptuntersuchung und fuhr weiterhin Museumszüge. 2022 wurde die Lokomotive an den Privatmann Erik Cletus Petersen verkauft, der sie nach Gedser brachte, wo sie in der Gedser remise zu sehen ist.
S2 1308–1310 waren in den 1950er Jahren in Vännäs beheimatet. Sb 1310 wurde 1967 in Skatan als Bereitschaftslokomotive hinterstellt. Alle drei Lokomotiven wurden 1973 ausgemustert und bis 1976 verschrottet.